# Varbergs Posten

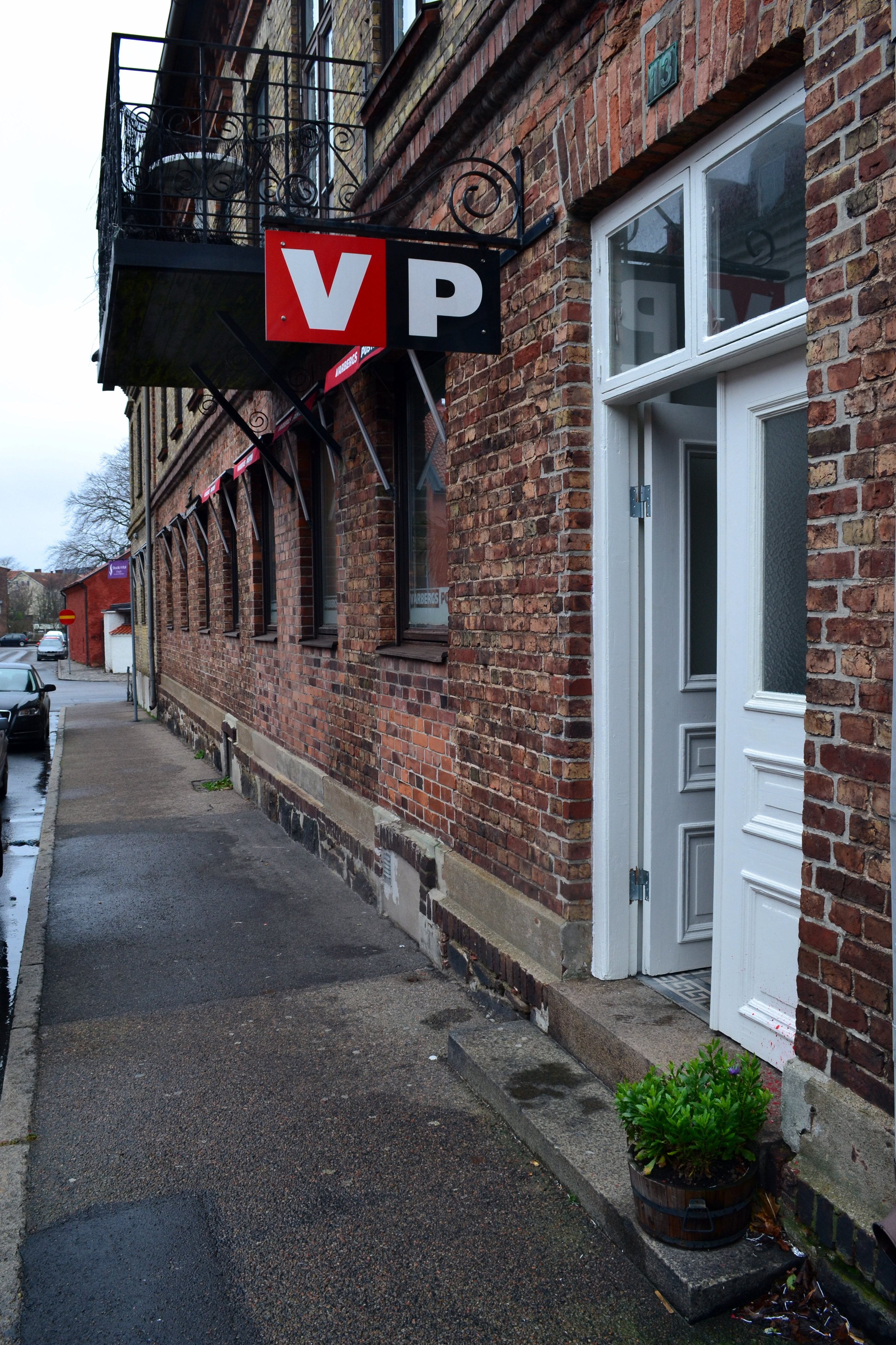
Varbergs Postens tidigare redaktion på Södergatan 13 i Varberg.

Varbergs Posten är en lokal så kallad gratistidning, som varje onsdag distribueras till 32 395 hushåll och företag (april 2020) i Varbergs kommun. Viveka Hedbjörk är ansvarig utgivare. 
I september 2023 meddelade ägaren Stampen att tidningen läggs ner.